# Fischhof (Iphofen)
Fischhof (früher auch Seehof genannt; fränkisch: Fischhouf) ist ein Gemeindeteil der Stadt Iphofen im unterfränkischen Landkreis Kitzingen. Fischhof liegt in der Gemarkung Dornheim.

## Geografische Lage
Der Weiler Fischhof liegt im äußersten Südosten des Iphöfer Gemeindegebiets etwa 1,8 km östlich der Dorfmitte Dornheims am Gießgraben. Etwa 0,9 km bachaufwärts im Südwesten liegt an dessen linker Seite der unter Naturdenkmalschutz stehende Schenkensee, etwa 0,6 km im Norden im Wald auf den Höhen links des Tals der Sperbersee. Die Kreisstraße KT 3 führt von Dornheim her am Hof vorbei in Richtung Markt Bibart im Landkreis Neustadt an der Aisch-Bad Windsheim in Mittelfranken weiter im Osten. Südlich steht das Forsthaus im sogenannten Limpurger Forst. Vermutlich liegt die Wüstung Sulzbach auf dem Gebiet des Fischhofes.

## Geschichte
Der Ortsname des Hofes geht auf die natürlichen Begebenheiten in der Umgebung zurück. Wahrscheinlich lagen um den Hof ursprünglich mehrere Seen, so dass es sich um den „Hof bei den Fischweihern“ handelte. Die Seen wurden später in Felder umgewandelt, noch im 19. Jahrhundert existierte die Flurlage Brunnsee Äcker. In der Vergangenheit wurden bei Feldarbeiten häufig Lesefunde gemacht. Man entdeckte Gefäße aus dem Paläolithikum und Überreste der keltischen Spätlatènezeit.
Indirekt wurde der Fischhof bereits im Jahr 1423 verortet. In einer Schlichtungsurkunde zwischen den Grafen zu Castell und dem Hochstift Würzburg wurden auch Seen bei Dornheim genannt. Erstmals direkt erwähnt wurde der Hof allerdings erst 1799. Er wurde am „Weg gegen Altmannshausen“ gelegen beschrieben. Damals war er ein Herrschaftshof am Rand des Limpurger Gebiets.  bayerischen Standesherren von Schwarzenberg.
Mit dem Gemeindeedikt (frühes 19. Jahrhundert) wurde Fischhof dem Steuerdistrikt Dornheim und der Ruralgemeinde Dornheim zugeordnet. Im Zuge der Gebietsreform in Bayern wurde Fischhof am 1. Januar 1972 nach Iphofen eingegliedert.

### Ehemaliges Baudenkmal
- Wohnstallhaus mit abgewalmten Satteldach, wohl erste Hälfte des 19. Jahrhunderts. Maschinenhalle und Schweinestall angeblich 1913, Scheune 1928 umgebaut.[10]

### Einwohnerentwicklung
| Jahr      | 001818 | 001840 | 001861 | 001871 | 001885 | 001900 | 001925 | 001950 | 001961 | 001970 | 001987 |
| Einwohner | 6      | 10     | *      | 13     | 11     | 10     | 8      | 10     | 12     | 16     | 12     |
| Häuser    | 2      | 1      |        |        | 1      | 1      | 1      | 1      | 2      |        | 3      |
| Quelle    | [ 2 ]  | [ 12 ] | [ 13 ] | [ 14 ] | [ 15 ] | [ 16 ] | [ 17 ] | [ 18 ] | [ 19 ] | [ 20 ] | [ 1 ]  |

## Religion
Die Protestanten gehören zur Evangelischen Kirche (Dornheim), die Katholiken zur Pfarrei St. Laurentius (Dornheim).